# ハクガン
ハクガン（白雁、学名：Anser caerulescens）は、カモ目カモ科マガン属に分類される鳥類。

## 分布
カナダ、中華人民共和国、デンマーク（グリーンランド）、インド、日本、大韓民国、メキシコ、ロシア、アメリカ合衆国
A. c. atlanticus　オオハクガン
カナダ北東部やグリーンランド西部で繁殖し、冬季になると北アメリカ大陸東部へ南下し越冬する。
A. c. hyperboreus　ハクガン
カナダ北部、アラスカ州、ウランゲリ島、シベリア東部で繁殖し、冬季になると北アメリカ大陸西部へ南下し越冬する。日本には越冬のためごくまれに飛来（冬鳥）する。

## 形態

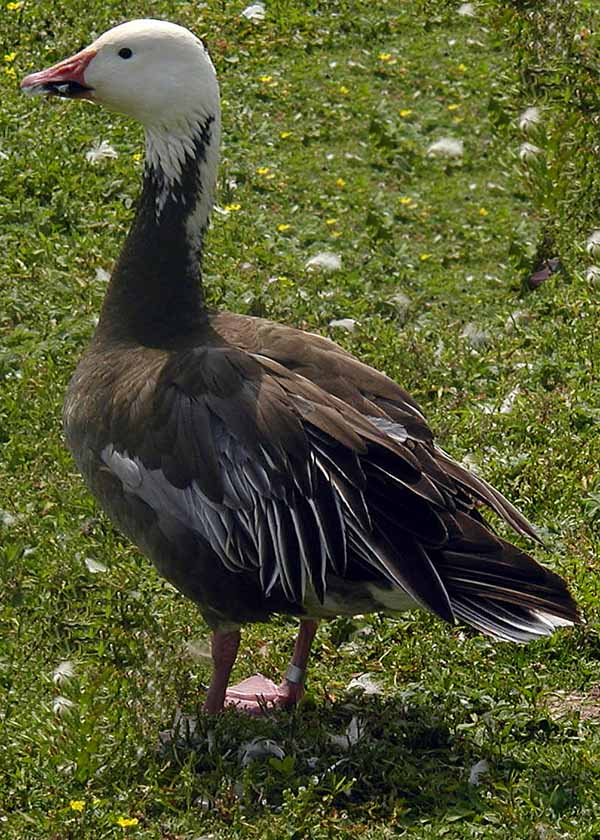
青色型

全長66-84センチメートル。翼開張132-165センチメートル。頭部から頸部の羽衣は白い。胴体や翼の羽衣が白く初列風切が黒い個体（白色型）と、胴体や翼の羽衣が淡青灰色や暗青灰色の個体（青色型）、また上面の羽衣が青灰色で下面の羽衣が白い個体（中間型）もいる。和名は白色型に由来する。
嘴は赤紫色やピンク色。後肢はピンク色。
- A. c. atlanticus　オオハクガン

翼長オス43-48.5センチメートル、メス42.5-47.5センチメートル。
- A. c. hyperboreus　ハクガン

翼長オス39.5-46センチメートル、メス38.7-45センチメートル。

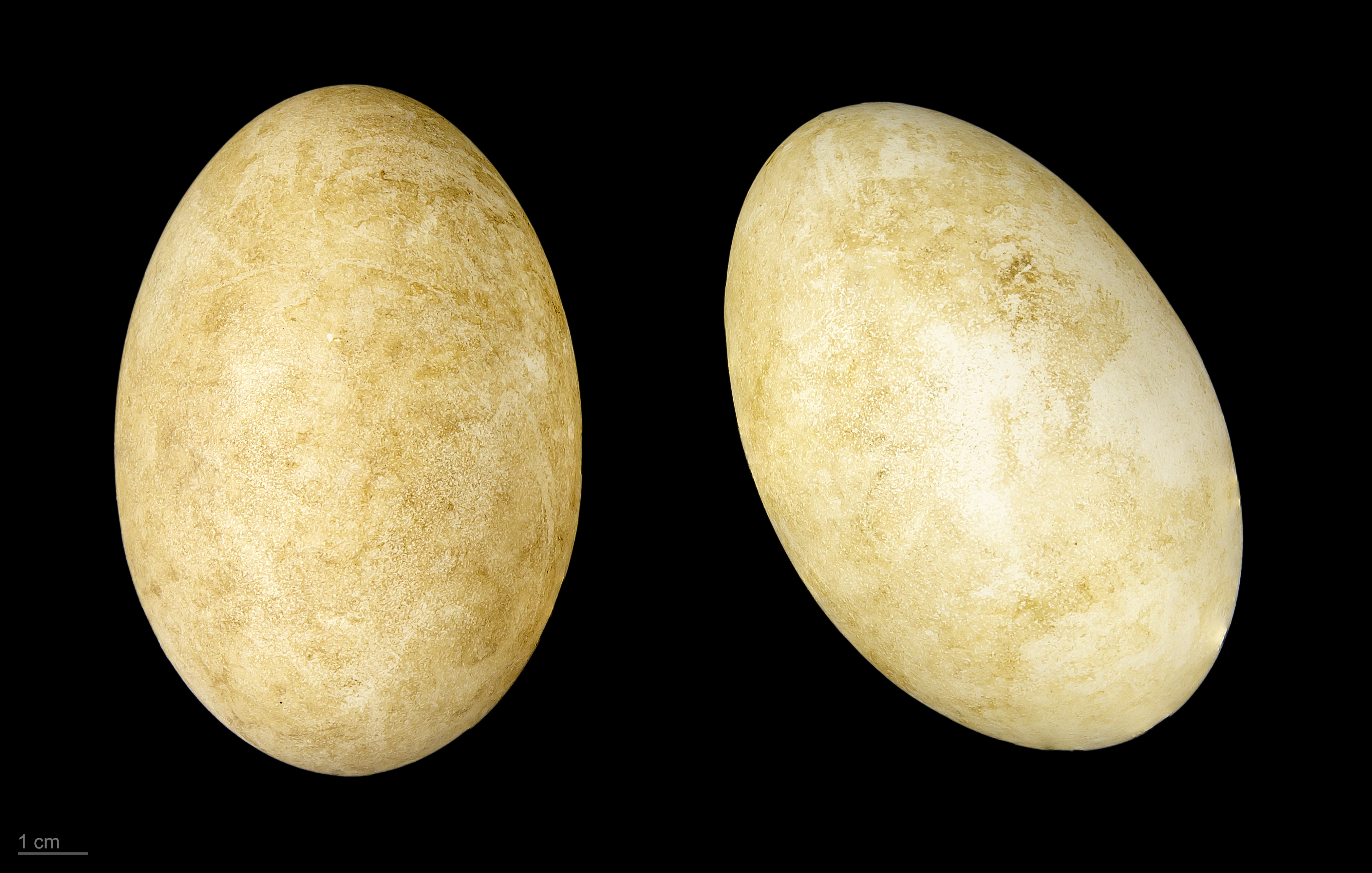
Anser caerulescens

## 分類
- Anser caerulescens atlanticus　　オオハクガン　Greater snow goose、Larger snow goose
- Anser caerulescens hyperboreus　Linnaeus, 1758　ハクガン　Lesser snow goose

## 生態
湖沼、河川、内湾などに生息する。
食性は植物食で、植物の葉、根、水生植物などを食べる。
繁殖形態は卵生。5-6月（基亜種5-6月、亜種オオハクガン6月）に4-5個の卵を産む。抱卵期間は22-24日。

## 人間との関係
コメやトウモロコシを食害する害鳥とみなされることもある。
日本では以前は冬季に多数飛来していたが、乱獲により1940年代までに越冬個体群は絶滅したと考えられていた。
しかし、1993年より国際共同計画としてハクガン復元計画が実行された結果、飛来数は増加傾向にある。
- 絶滅危惧IA類 (CR)（環境省レッドリスト）